# Rouge passion
Rouge passion est le 19e épisode de la saison 6 de la série télévisée Buffy contre les vampires

## Résumé
Willow et Tara se sont réconciliées et ont passé la nuit ensemble. Buffy a, quant à elle, l'intention d'en finir avec le Trio. Elle découvre que les trois acolytes ont abandonné leur repaire. Elle manque d'être tuée par le piège qu'ils lui avaient préparée. De leurs côtés, Warren, Andrew et Jonathan s'emparent de deux globes démoniaques, les orbes de Nezzla'khan. Ils donnent à son porteur une force extraordinaire et une invincibilité, comme le prouve le premier en tuant facilement un démon. Néanmoins, les deux premiers garçons font de moins en moins confiance au troisième et complotent pour s'en débarrasser. Warren teste ensuite sa nouvelle force au Bronze, où il corrige l'un de ses anciens persécuteurs de l'époque du collège. Alex, qui se trouve là, tente d'intervenir, mais est à son tour facilement mis hors de combat par Warren.
Alors que Buffy est dans sa salle de bains, Spike fait irruption. Il tente de la convaincre que leur histoire n'est pas finie et qu'elle l'aime elle aussi. Emporté, il essaie de la violer, mais la Tueuse réussit à le repousser. Le vampire prend alors conscience de ce qu'il vient de faire et quitte la maison. Alex arrive peu après et réalise ce qui s'est passé. Il avertit Buffy de sa mésaventure avec Warren. Elle retrouve ce dernier en train de dévaliser un fourgon blindé. Un combat s'engage sans qu'aucun des deux ne prenne le dessus. Jonathan intervient alors et souffle à l'oreille de Buffy qu'il faut qu'elle détruise les globes, ce qu'elle fait peu après. Warren s'enfuit alors en utilisant un réacteur dorsal, mais ses deux complices sont arrêtés par la police.
Spike, ayant réalisé qu'il n'est plus un monstre sans pouvoir être un humain, quitte Sunnydale avec l'idée de changer les choses. Buffy et Alex discutent dans le jardin des Summers, puis finissent par se réconcilier et se prennent dans les bras. C'est alors que Warren arrive pour se venger. Sortant un revolver, il fait feu sur Buffy, qu'il touche à la poitrine. En s'enfuyant, il vide son chargeur à l'aveuglette. Une balle perdue touche Tara en plein cœur, qui était en compagnie de Willow, et la jeune femme meurt sur le coup.

## Production
À propos de la scène où Spike tente de violer Buffy, l'acteur James Marsters a déclaré que c'est l'une des choses les plus difficiles qu'il ait jamais eu à faire et qu'il ne tournerait plus jamais de scènes semblables. De nombreux fans de la série ont réagi de façon virulente à cette scène qui faisait passer l'héroïne de la série, symbole féministe fort, pour une victime et l'un des personnages les plus populaires pour un violeur. Les scénaristes avaient conscience du risque de rejet de la part des fans mais tenaient à ce que Spike prenne conscience qu'il lui fallait récupérer son âme à travers une scène particulièrement forte.
Quant à l'autre scène très forte de l'épisode, la mort de Tara, l'actrice Amber Benson a révélé que Sarah Michelle Gellar et elle-même étaient toutes deux en larmes après son tournage, alors qu'Alyson Hannigan a dû pour sa part refaire à seize reprises la scène où son chemisier est éclaboussé par le sang de Tara car la tache de faux sang n'était jamais à l'endroit voulu. Quelques scènes ont été tournées au parc d'attractions Six Flags Magic Mountain.